# Marija Antoaneta
Marija Antoaneta (izvorno njem. Maria Antonia Josepha Johanna von Habsburg-Lothringen; fr. Marie Antoinette Josèphe Jeanne de Habsbourg-Lorraine; Beč 2. studenog 1755. – Pariz 16. listopada 1793.), francuska kraljica, supruga Luja XVI.
Ostala je upamćena kao zadnja, te zbog svog podrijetla i običaja, najomraženija kraljica apsolutističke Francuske. Poznatom ju je učinilo rasipništvo i skandali koje je uzrokovala, često iskrivljeni i pretjerano loše opisivani, ali i smrt; pogubljena je giljotinom na vrhuncu Francuske revolucije.
Tijekom svog života i nakon smrti, Marija Antoaneta je jednima predstavljala simbol svega dobrog, a drugima svega lošeg vezanog za monarhiju i kraljevsku obitelj. Ovo drugo mišljenje prevladavalo je kroz povijest i dominantno je i danas. Slika stvorena i propagirana pred Francusku revoluciju smatrana je vjernim i neutralnim opisom Marije Antoanete sve do 20. stoljeća. Izuzetak su bili francuski i strani rojalisti, koji su Mariju Antoanetu dugo vremena smatrali mučenicom. Ovaj pogled nastao je još za vrijeme vladavine Napoleona Bonapartea, a održao se gotovo tokom cijelog 19. stoljeća. Već krajem tog stoljeća opis koji je bio poznat narodu značajno je ublažen biografijama suvremenih autora, koji Mariju Antoanetu počinju prikazivati u dosta blažem svjetlu.
Ogovaranja i revolucionarne novine dovele su do nastanka gomile anegdota i citata pripisanih Mariji Antoaneti. Najbolji primjer je popularna i često spominjana izreka "ako nemaju kruha, nek' jedu kolače" (fr. qu’ils mangent de la brioche). Danas se smatra da je ovaj citat potekao od Jean-Jacquesa Rousseaua, koji je jednom prilikom izjavio da je to rekla "jedna princeza", misleći pritom na suprugu Luja XIV.
Današnji povjesničari smatraju da su njezini suvremenici, među kojima su najoštriji bili Mary Wollstonecraft i Thomas Jefferson, pretjerivali pri opisima Marije Antoanete. Zadnjih godina snimljeno je nekoliko filmova, igranih i animiranih serija, koji se uglavnom baziraju na knjizi Marie Antoinette: The Journey.

## Nadvojvotkinja Austrije
Marija Antoaneta rođena je 2. studenog 1755. godine u dvorcu Hofburg, u Beču. Petnaesto dijete i najmlađa kći Franje I. i Marije Terezije, nazvana Maria Antonija, opisana je kao "mala, ali potpuno zdrava nadvojvotkinja". Budući da je bila kći austrijske vladarice, odmah po rođenju dobila je titulu austrijske nadvojvotkinje.
Njezin odnos s majkom, vladajućom nadvojvotkinjom Austrije, bio je hladan i nepovjerljiv. Marija Terezija je upravljala velikim carstvom i pored toga ugovarala za nju politički povoljne brakove. Marija Antonija je imala četrnaestero starije braće i sestara, pa se osjećala zapostavljenom i ignoriranom od strane majke.
Caričino favoriziranje najstarije kćeri dovelo je do potpunog nepovjerenja Marije Antonije prema starijim mudrim ženama, kako na austrijskom, tako i na francuskom dvoru. Zaokupljenost carice politikom i starijom djecom rezultiralo je činjenicom da je Marija Antoaneta odrasla kao najlošije obrazovano od šesnaestero djece carskog para; s dvanaest godina jedva je čitala i pisala svoj materinski jezik, a kamoli francuski, jezik tadašnjeg civiliziranog svijeta.
Njezine starije sestre, sve redom Marije, udale su se za najuglednije europske kraljeve i prijestolonasljednike. Jedino se caričina miljenica uspjela s majkom nagoditi i sklopiti brak iz ljubavi, ali ne i Marija Antonija. Od nje se, kao i od njezinih ostalih sestara, očekivalo da brakom učvrste veze između Svetog Rimskog Carstva i ostalih katoličkih kraljevstva. Austrija je nedavno sklopila mir s Francuskom, svojim dugogodišnjim neprijateljem, pa je carica među svojim neudanim kćerima tražila potencijalnu mladu za unuka francuskog kralja. Marija Ana nije uzimana u obzir zbog svog hendikepa, ostale starije sestre pokosile su boginje, pa je Marija Antonija ostala jedina caričina nada da zapečati mir s Francuskom i ispuni obećanje francuskom kralju. Prije odlaska, carica je podsjetila svoju kćer na dužnost prema domovini. Zatražila je od nje da ne zaboravi svoje porijeklo, te da na dvoru uvijek promiče austrijske interese.

## Na francuskom dvoru
Nadvojvotkinja Marija Antonija, u pratnji četrnaest kočija i mnogobrojnih sluga stiže na francusku granicu 7. svibnja 1770. godine. Na granici se simbolično odrekla svoje austrijske nacionalnosti: njezina odjeća austrijske mode, sluge i nakit zamijenjeni su kićenim francuskim haljinama i francuskim dvoranima. Tom je prilikom njezino ime galicizirano u Marie Antoinette.
U Versaillesu ju je dočekao zaručnikov djed, kralj Luj XV. i ostali članovi francuske kraljevske obitelji. Među njima je bio i Marijin Antoanetin zaručnik, Luj August, francuski prijestolonasljednik (dauphin), i njegova sestra Elizabeta, koja će Mariji Antoaneti postati jedna od rijetkih prijateljica na stranom dvoru. Luj August bio je stidljiv i šutljiv momčić, godinu dana stariji od nje.
Vjenčanje Luja Augusta i Marije Antoanete održano je 16. svibnja 1770. godine u Versaillesu. Nova prijestolonasljednica je na svečanoj večeri jela malo, zbunjena i neupoznata s francuskom kulturom i običajima. Par je zatim otpraćen u bračnu postelju koju je prethodno blagoslovio svećenik. Bilo je za očekivati da će petnaestogodišnjaci odmah konzumirati svoj brak, ali to se nije dogodilo. U stvari, brak nije konzumiran još sedam godina.
Narod je Mariju Antoanetu dočekao s oduševljenjem; na njezinu prvom javnom pojavljivanju u Parizu 50 000 ljudi guralo se da vide svoju buduću kraljicu. Isto se, međutim, ne može reći za njezinu reputaciju na dvoru. Činjenica da je domovina Marije Antoanete bila dugogodišnji neprijatelj Francuske nije joj išla u prilog; na dvoru su je zvali Autrichchienne (Austrijanka). Suočavala se je s mržnjom popularnih dvorskih dama, između ostalih i ljubavnice kralja Luja XV. Du Barry, kurtizana koja se uzdigla do statusa plemkinje, posjedovala je određeni politički utjecaj zahvaljujući svom intimnom odnosu s kraljem. Ona je već uspjela s dvora izbaciti čovjeka koji je organizirao brak između Marije Antonije i Luja Augusta, a ni Mariju Antoanetu nije smatrala simpatičnom. Du Barry, međutim, nije uspjela ukloniti novu prijestolonasljednicu. Marija Antoaneta je iskoristila priliku kad je Du Barry izgubila popularnost i potrudila se ukloniti je s dvora.
Antoaneta se, iako kilometrima daleko, još uvijek morala nositi s konstantnim pritiskom dominantne majke. Marija Terezija je u pismima kritizirala kćerinu nesposobnost da "probudi muževu strast". Carica je čak primala tajne izvještaje o ponašanju svoje kćeri na francuskom dvoru od raznih špijuna. U pismima je direktno vrijeđala Mariju Antoanetu, govoreći joj da nema talenta i da je izgubila svoju ljepotu.
Kako bi zaboravila muževu nezainteresiranost i majčine kritike, Marija Antoaneta je počela kratiti vrijeme kockanjem i klađenjem. Trošeći novac nemilosrdno i pri tom ulazeći u ogromne dugove, zaboravila je dužnosti prijestolonasljednice; dio novca kojeg je trošila na kockanje bio je predviđen za sirotinju, a drugi dio je trebala potrošiti na kićene haljine.

## Kraljica Francuske
Zdravlje Luja XV. naglo se pogoršalo 27. travnja 1774. godine. Umro je 10. svibnja, u dobi od 64 godine, ostavljajući prijestolje svom unuku, Luju XVI. Novi kralj je okrunjen 11. lipnja 1775. godine. Suprotno običaju, Marija Antoaneta, nova kraljica pratilja, nije okrunjena poslije muža, već ga je samo pratila tokom ceremonije.

### Rane godine
Za razliku od svojih prethodnica, Marija Antoaneta nije imala skoro nikakvog političkog utjecaja na svog supruga. Mladog kralja su odgajali anti-austrijski nastrojeni dvorani, koje je on odmah nakon krunidbe postavio na pozicije ministara. Tri nova ministra činila su sve što je bilo u njihovoj moći da spriječe kraljicu, a preko nje i Austriju, da ima ikakav utjecaj na politiku Francuske.
Kraljičina se situacija pogoršala kad je supruga brata njezina muža rodila sina. Kraljev sestrić ostat će mogući prijestolonasljednik punih sedam godina. Za to vrijeme, govorilo se da je kralj impotentan, a da kraljica traži zadovoljstvo kod drugih muškaraca, pa čak i žena. Sada se na Mariju Antoanetu, kao kraljevu zakonitu ženu, vršio još veći pritisak da rodi muškog nasljednika i tako ispuni svoju jedinu dužnost.
Marija Antoaneta je u međuvremenu trošila velike svote novca na haljine i kockanje. To traćenje vremena i novca, čiju vrijednost nije ni poznavala, naštetili su njezinoj reputaciji. Poznato je da je jednom prilikom igrala tri dana bez prestanka, te da je s kartama u rukama dočekala 21. rođendan. Kockanjem i druženjem s Parižanima počela je privlačiti razne muškarce u svoje uže krugove.
Kako bi joj odvratio misli od nemilosrdnog pražnjenja dvorskog budžeta, kralj je svojoj supruzi poklonio mali dvorac - Mali Trianon. Marija Antoaneta je uživala uređujući dvor po svom ukusu, uglavnom prema austrijskoj modi. Najviše se posvetila hortikulturi, pa je vrt uređivala na engleski način. Iako je mali zamak sagrađen za vrijeme vladavine Luja XV., najčešće se veže uz ime Marije Antoanete, koja je tu uživala u privatnosti na koju je navikla u Austriji, te tu provodila najviše vremena. Govorilo se da je zidove tog zamka obložila zlatom i dijamantima.
Marijin Antoanetin brat, Josip II., car Svetog Rimskog Carstva, posjetio je Luja i Mariju Antoanetu 18. travnja 1777. godine. Pored Američke revolucije, koju je Luj XVI. podržavao, cara je zanimalo pitanje sestrina braka. Kralj i kraljica su bili u braku već sedam godina, ali je bila javna tajna da još uvijek nisu imali intimne odnose. Car je održao privatne razgovore s Lujem, a kasnije i sa svojom sestrom, o njihovim bračnim odnosima. Ne zna se zasigurno što je to Josip II. rekao kraljevskom paru, ali je zahvaljujući njegovoj intervenciji brak konačno konzumiran. Osam mjeseci kasnije, kraljica je objavila da je trudna.

### Majčinstvo
Prvo dijete kraljevskog para, Marie-Thérèse-Charlotte, rođena je 19. prosinca 1778. godine. Porođaj je bio težak; Marija Antoaneta je izgubila svijest nakon što je liječnik slučajno izazvao jako krvarenje. Za vrijeme porođaja tisuće očiju bilo je uprto u nju, a prozori su morali biti širom otvoreni kako bi narod mogao promatrati rođenje prvog kraljevog djeteta. Ovu praksu javnog porođaja Marijina Antoanetina majka zabranila je na svom dvoru godinama ranije. Marija Antoaneta je kasnije odbijala pustiti ikoga osim liječnika u svoje odaje za vrijeme porođaja.
Revolucionarne novine, i najglasnije od svih grof od Provence, koji je želio francuski tron za sebe, osporavali su očinstvo novorođenčeta. Očinstvo princeze, međutim, nikada nije osporio sam kralj, koji je bio veoma blizak s njom.
I dvor i narod je bio oduševljen zbog rođenja princeze, ali u isto vrijeme i pomalo razočaran. Očekivao se muški nasljednik. Na Mariju Antoanetu se sada vršio pritisak da rodi sina, što je, uz njezino porođajem oslabljeno zdravlje, bio uzrok pobačaja 1779. godine.
Carica Marija Terezija umrla je u Beču 29. studenog 1780. godine, u dobi od 63 godine. Marija Antoaneta se zabrinula da će smrt njezine majke ugroziti francusko-austrijski savez, a time i nju samu. Car Josip II. uvjerio je svoju sestru da će održavati taj savez, te da ona nema razloga za brigu.
Marija Antoaneta je rodila sina, Louisa Josepha Xaviera Françoisa, 22. listopada 1781. godine. Rođenje sina popraćeno je euforijom i veseljem. Luj XVI. je svojoj supruzi poručio: "Madam, ispunili ste naše želje i želje Francuske, vi ste sada majka prijestolonasljednika."

### Afera kraljičine ogrlice
Pariški su draguljari godinama skupljali dijamante za ogrlicu koju su željeli prodati Madame du Barry. Planovi im propadaju smrću Luja XV. 1774. godine, nakon koje je du Barry izgubila političku moć, te tako i njihovo zanimanje. Međutim, draguljari su se sjetili da bi ogrlicu mogli prodati novoj kraljici, Mariji Antoaneti, kako bi zadobili njezinu naklonost. U to vrijeme ogrlica je koštala 1.600.000 funti. Godine 1778. Luj XVI. je odlučuje kupiti za svoju suprugu, ali Marija Antoaneta je odbija, navodno rekavši da je novac bolje utrošiti na opremu vojnika. Drugi navode da je Marija Antoaneta odbila nositi ogrlicu napravljenu za drugu ženu, a pogotovo za kurtizanu niskog roda, koju je usto i prezirala. 
Razočarani draguljari su je sada pokušali prodati izvan Francuske, ali bez uspjeha. Ogrlicu su opet ponudili Mariji Antoaneti nakon rođenja njezina prvog sina. Ona je još jednom odbila.
Osiromašena aristokratkinja Jeanne de Valois skovala je plan da iskoristi ogrlicu kako bi lako zaradila bogatstvo ili utjecaj. U ožujku 1784. godine upoznaje Louisa Renéa Édouarda, kardinala od Rohana i bivšeg veleposlanika francuskog dvora u Austriji. Spomenuti kardinal je pao u nemilost Marije Antoanete nakon što je neke njezine tajne otkrio njezinoj majci, nadvojvotkinji Mariji Tereziji. 
Kardinal je, međutim, želio slijediti primjer ostalih kardinala - postati predsjednik francuske vlade. Da bi to ostvario, morao je ponovno zadobiti naklonost kraljeve supruge. Jeanne, vješta varalica koja se kardinalu predstavila kao grofica Lamotte, ugovorila je sastanak između njega i jedne prostitutke, za koju je on mislio da je Marija Antoaneta. Kardinal od Rohana se jedne večeri sastao s "kraljicom", koja mu je ostavila ružu rekavši da mu je oprostila prijašnje nesporazume.
Jeanne de Valois je sada uspjela uvjeriti naivnog kardinala da joj je Marija Antoaneta osobno rekla kako želi da on uzme tu ogrlicu, koju će ona kasnije platiti. On je požurio kupiti ogrlicu, a zatim ju je dao "grofici", misleći da će je ova odnijeti kraljici. Marija Antoaneta, naravno, nije nikada vidjela ogrlicu - Jeanne ju je dala svom mužu, koji je iz ogrlice povadio dijamante i prodao ih londonskim draguljarima. Draguljari od kojih je kardinal uzeo ogrlicu zahtijevali su da im kraljica plati, ali Marija Antoaneta nije znala o kojoj je ogrlici riječ. Kardinal i samoprozvana grofica su izvedeni pred sud, koji je 31. svibnja 1786. njega oslobodio optužbi, a nju osudio na bičevanje i zatvor za prostitutke.

### Pad popularnosti
Bez obzira na veliko veselje povodom rođenja prijestolonasljednika, stanje Marije Antoanete na političkom polju nije se bitnije mijenjalo, pa tako ni odnos s Austrijom. Upravo suprotno - nakon smrti grofa Maurepasa kraljica je opet izostavljena iz svih političkih zbivanja. Njenu neaktivnost u političkom životu muža kritizirao je njezin brat, car Josip II. U pismima bratu je odgovarala da Luj s njom rijetko govori o politici, a kao razlog je navodila njegovo antiaustrijski nastrojeno obrazovanje.
Marija Antoaneta se odlučila u potpunosti posvetiti svojoj djeci. Obrazovala ih je i odgajala kako je ona smatrala da treba. Ovo zauzimanje za djecu bilo je suprotno dvorskim običajima, prema kojima se kraljica nije pitala za obrazovanje i odgoj njene djece. Umjesto toga, djeca su povjeravana raznim guvernantama, koje su u borbi za privilegije zaboravljale na svoje primarne dužnosti. Marija Antoaneta, čije se mišljenje i inače previše razlikovalo od mišljenja Francuza, pa se zato i slabo cijenilo, popustila je zahtjevima dvora i samo formalno odgoj djece prepustila bliskoj prijateljici. Čak je i ova odluka dočekana s neodobravanjem dvora; smatrali su da je izabrana vojvotkinja preprostog roda za takvu poziciju. Luj i Marija Antoaneta su ovoj dadilji potpuno vjerovali, a Marija Antoaneta se posebno zbližila s njezinom djecom.
Opet je zatrudnjela u lipnju 1783. Istog mjeseca vratio se francuski veleposlanik iz Amerike, gdje je bjesnio rat za nezavisnost. Marija Antoaneta je, oslabjelog zdravlja, pobacila dva mjeseca kasnije.
Nakon pobačaja, Marija Antoaneta se susrela s još većom brigom: zdravlje njezina sina, počelo se pogoršavati. Već 1784. narod i dvor je prihvatio mogućnost da dugo očekivani prijestolonasljednik neće preživjeti djetinjstvo. Pričalo se da kralj i kraljica pokušavaju začeti još jedno dijete, za slučaj da Louis-Joseph ne izdrži. Pokušaji su urodili plodom; kraljica je objavila da je trudna u kolovozu. Imajući na umu skoro proširenje obitelji, Marija Antoaneta je odlučila kupiti vlastiti posjed, ali i ova odluka dočekana je s nezadovoljstvom dvora. Pomisao da francuska kraljica želi posjedovati vlastitu kuću, neovisnu o svom mužu, potakla je već postojeća ogovaranja i tračeve o njenim mogućim preljubničkim avanturama. Pregovori među ministrima nisu pomogli, jer je cijena od šest milijuna funti za prazan zamak bila previsoka. To je također značilo da će u svrhu otplaćivanja nagomilanih francuskih dugova ići šest milijuna funti manje.
Marija Antoaneta je 27. ožujka 1785. godine rodila drugog sina, Louisa-Charlesa. U usporedbi sa starijim bratom, novorođeni princ je bio relativno zdrava beba, pa su dvorani počeli sumnjati da on nije kraljev sin, dok drugi poriču da je kraljica imala ljubavnika. U ovom se periodu, zahvaljujući skandalima izazvanim oko kupnje privatnog zamka, te odlukama njenog brata i dvorskim intrigama, u glavama francuskih seljaka počela stvarati slika o praznoglavoj kraljici, Austrijanki koja uživa na francuskom dvoru, dok oni jedva preživljavaju. Marija Antoaneta se sada suočavala s nezadovoljstvom bijesne rulje.

### Pravi politički utjecaj
Krajem 1780-ih Marija Antoaneta se počinje u većoj mjeri zanimati za politička događanja u kraljevstvu, ostavljajući svoje slobodne aktivnosti po strani. Na opće razočaranje svog brata, izabrala je okrenuti se protiv Austrije, i to iz više razloga. Htjela je osigurati budućnost svoje djece, popraviti svoju sliku u narodu i zbližiti se s depresivnim suprugom. Rezultat ovog opredjeljenja protiv interesa domovine bilo je konačno uzimanje u obzir njezina mišljenja o važnim političkim problemima, koji su tada zatrpavali Francusku.
Promjena političkog stava popraćena je i krajem prijateljstva s guvernantom njene djece. Vojvotkinjini pretjerani troškovi nisu pomagali Mariji Antoaneti da popravi mišljenje naroda, pa je se Marija Antoaneta odlučila riješiti. Vojvotkinja je otplovila u Veliku Britaniju u svibnju, ostavljajući djecu u Versaillesu. Istog mjeseca je na mjesto ministra financija postavljen kraljičin politički istomišljenik, a svoj je mandat počeo srezivanjem troškova dvora. Marija Antoaneta je cijenila novog ministra, ali on nije uspio u svom naumu. Razlog bankrota bili su neprekidni ratovi u kojima je francuska vojska igrala veliku ulogu, nezainteresiranost ministara za rješenje krize, te ostatak ogromne kraljevske obitelji, kojoj su na raspolaganje davane astronomske količine novca. Marija Antoaneta, koja je izvukla deblji kraj zbog svoje kockarske i rastrošne prošlosti, zaradila je nadimak Madame Deficit.
Nepovoljna politička situacija u Francuskoj dosegla je vrhunac krajem 1787. godine, kada je Luj XVI. raspustio parlament. Marija Antoaneta nije bila direktno umiješana u ovu pogubnu odluku; njezina najveća briga u to vrijeme je bio njen najstariji sin, dofen Louis-Joseph. Mali se dofen tada borio s teškim oblikom tuberkuloze, pa je Marija Antoaneta s njim boravila u zamku van grada, vjerujući da će mu čisti seoski zrak pomoći. Svi uloženi napori da se spasi sedmogodišnji prijestolonasljednik nisu uspjeli. Louis-Joseph umire 4. lipnja. Smrt prijestolonasljednika bi inače bila javno oplakivana, ali zbog velikog poskupljenja kruha i novih poreza na osnovne namirnice, bila je gotovo ignorirana od strane naroda.

## Kraljica Francuza
Narod, sve bjesniji i razdraženiji, počeo je javno protestirati u srpnju 1789. godine. Česte su bile ulične lutkarske predstave u kojima je kraljica predstavljana kao razvratnica, i masovna okupljana pred Versaillesom. Eskalacije nasilja dosegle su vrhunac 14. srpnja, kad je spaljena Bastilja, simbol kraljevske moći i okrutnosti. U narednih nekoliko tjedana mnogi utjecajni ljudi, koji su podržavali kraljevsku obitelj, napustili su Francusku želeći sačuvati glavu. 
Do kraja kolovoza usvojena je Deklaracija o ljudskim pravima (La Déclaration des droits de l'Homme et du citoyen), čime je službeno označen početak stvaranja ustavne monarhije u Francuskoj. Usprkos novim ograničenjima kraljevske moći, kralj je i dalje zahtijevao da se provode određene dvorske ceremonije, čak i u rujnu, kada je nestašica kruha u Parizu dosegla najkritičniju točku. U listopadu su revolucionarne novine gozbu priređenu kraljevim čuvarima opisale kao razuzdane orgije. Dana 5. listopada su, vjerujući da kralj i kraljica gomilaju zalihe kruha, žene s tržnice marširale u Versailles, zahtijevajući da se njihov glas čuje. Sljedećeg su dana okružile palaču i prijetile smrću Mariji Antoaneti, pritom ubivši nekoliko čuvara. Popularno vjerovanje kaže da je ovom prilikom, kada je čula za probleme naroda, Marija Antoaneta rekla: "Ako nemaju kruha, nek' jedu kolače!"
Kraljevska je obitelj popustila zahtjevima naroda i preselila u Pariz, gdje su neko vrijeme proveli u kućnom pritvoru. Marija Antoaneta je nakon toga nastavila obavljati svoje kraljevske dužnosti. Između ostalog, sudjelovala je u određenim vjerskim ceremonijama i humanitarnim akcijama, ali je većinu vremena opet počela posvećivati djeci. Znala je za stvaranje ustavne monarhije koja je slabila Lujev autoritet, ali je bila uvjerena da će nasilje prestati i da će dočekati vrijeme u kojem će njezin sin vladati Francuskom.
U tom joj je periodu nekoliko puta bilo ponuđeno da napusti Francusku, što je ona odbila učiniti bez Luja. Luj XVI. je bio preponosan napustiti svoje kraljevstvo. Godine 1791. pristao je skloniti se u manji francuski gradić, ali je prijedlog odbila Marija Antoaneta, jer je plan zahtijevao da sa sobom povede samo sina. Cijela se kraljevska obitelj konačno odlučila na bijeg 21. lipnja 1791. godine, ali ta je operacija bila veliki neuspjeh; obitelj je uhvaćena 24 sata kasnije i vraćena u Pariz za manje od tjedan dana.
Neuspjeli pokušaj bijega samo je još više ocrnio kraljevsku obitelj u očima izgladnjelog naroda. U isto vrijeme jakobinci počinju pozivati na potpuno uklanjanje monarhije. Ustavna monarhija prihvaćena je 14. rujna 1791. godine, ali Marija Antoaneta se i dalje potajno nadala da će se novo državno uređenje pokazati lošim, i da će njezin brat Leopold II., doći i osloboditi ih. Istovremeno je suprugovu braću smatrala nepodobnima, te je mislila da oni stvaraju samo probleme. Ironično, nije znala da Leopolda više zanima kako izvući korist iz napete situacije u susjednoj Francuskoj nego pomoći sestri i njezinoj obitelji.
Rezultat Leopoldovih koristoljubljivih postupaka, koje je nakon Leopoldove smrti nastavio njegov sin, Franjo II., bilo je ponovno izbijanje rata između Francuske i Austrije 20. travnja 1792. godine. Ovime je vrlo nepopularna kraljica, porijeklom Austrijanka, ponovo gledana kao neprijatelj, iako je zauzela čvrst stav protiv austrijske politike. Francuska vojska je nastavila gubiti posjede u korist Austrije, a Luj je vetom odbio prihvatiti određene mjere kojima bi se njegov autoritet i moć još više reducirali. Marija Antoaneta je tako dobila nadimak Madame Veto.
Ranjivost zbačenog kralja najbolje se primijetila 10. kolovoza, kad je sukob između njegovih švicarskih čuvara i republikanskih snaga rezultirao preseljenjem kraljevske obitelji u hram Marais 13. kolovoza. Novi smještaj bio je još i lošiji od onoga koji im je pružen za vrijeme kućnog pritvora. Sedam dana kasnije pojedini članovi obitelji odvedeni su na ispitivanje u Parišku komunu. Među njima je bila i princeza od Lamballea; proglašena je krivom, a zatim pogubljena. Njezina glava, naobodena na štap, nošena je kroz grad i dočekivana s oduševljenjem. Dana 21. rujna monarhija je službeno ukinuta, čime kraljevska obitelj više nije bila kraljevska - sada su bili obitelj Capet.
Luj je optužen za podcjenjivanje republike, odvojen od obitelji, a suđeno mu je u prosincu. Jakobincima se nije sviđala ideja o držanju kralja kao zarobljenika. Umjesto toga su ga proglasili krivim, a propisana kazna bilo je pogubljenje pod giljotinom.

## Udovica Capet
Tridesetosmogodišnji Luj je pogubljen 21. siječnja 1793. godine. Kako je Capet je bilo prezime kralja Hugoa, osnivača dinastije kojoj je pripadao suprug Marije Antoanete, tako je ona, sada ne više od obične građanke, postala Antoinette Capet. Suprugova ju je smrt bacila u očaj. Odbijala je jesti i izlaziti iz svoje sobe. Zdravlje joj se ozbiljno narušilo nedugo nakon Lujeve smrti. Bolovala je od tuberkuloze i raka maternice, zbog čega je često i obilno krvarila.
Usprkos njezinu zdravstvenom stanju, pitanje njezine sudbine i nakon Lujeve smrti ostalo je otvoreno. Mnogi su već dugo priželjkivali njezinu smrt, dok su drugi željeli iskoristiti situaciju u kojoj se ona nalazila i razmijeniti je za francuske vojnike zarobljene u ratu s Austrijom. Thomas Paine je predlagao da se bivša kraljica progna u Sjedinjene Američke Države. Novoformirani Komitet javne sigurnosti je, međutim, tražio da se Antoaneta izvede pred sud. Do kraja svibnja žirondinci su zbačeni s vlasti i uhićeni. Među ostalim prijedlozima bio je i taj da se bivši prijestolonasljednik, Antoanetin drugi sin, oduzme Antoaneti i učini podobnijim za revolucionarne ideje. Prijedlog je prihvaćen; Louis-Charles je odvojen od majke 3. srpnja, a skrbništvo nad njim dobio je obućar. Zbog lošeg tretmana on neće doživjeti jedanaesti rođendan. Sama Antoaneta je 1. kolovoza odvedena u zatvor Conciergerie kao zatvorenik br. 280. Iako je postojalo mnogo planova da se oslobodi, od kojih su neki i ostvareni, Antoaneta nije željela nečasno pobjeći, smatrajući se potpuno nevinom i nadajući se da će je i sud vidjeti takvu.
Konačno joj je sudio revolucionarni sud 14. listopada. Mariji Antoaneti je dano manje od 24 sata za pripremu obrane, a u prilog joj nisu išli ni šovinistički pogledi jakobinaca prema ženama. Između ostalog, optužena je za organiziranje orgija u Versaillesu, nezakonito slanje milijuna funti u Austriju, urotu s ciljem ubojstva vojvode od Orléansa, proglašavanje svog sina kraljem Francuske i organiziranje masakra švicarskih čuvara 1792. godine. Međutim, najozbiljnija od svih je bila optužba za seksualno napastovanje sina. U posljednju optužbu nisu vjerovale ni žene s tržnice koje su prisustvovale suđenju.
Proglašena je krivom 16. listopada. Istog dana, u rano jutro, straža je došla u ćeliju. Odsječena joj je kosa i svezane ruke. Vođena je ulicama Pariza sat vremena, prije nego što je konačno stigla do Trga Revolucije, gdje se nalazila giljotina. Tu je sišla s kočije i, dok je promatrala giljotinu, svećenik koji je bio u njezinoj pratnji joj je šapnuo: "Sad je trenutak madam, da se oboružate hrabrošću". Antoaneta se okrenula prema njemu i s podsmijehom odgovorila: "Hrabrost? Trenutak kada će se okončati svi moji problemi nije trenutak kada će me izdati moja hrabrost." Legenda kaže da su njezine zadnje riječi bile upućene krvniku, kojem je stala na nogu: "Oprostite, gospodine".
Život Marije Antoanete, svojedobno nadvojvotkinje Austrije i kraljice Francuske, okončala je giljotina u 12 sati i 15 minuta. Tijelo joj je bilo bačeno u zajedničku, neoznačenu grobnicu u dvorištu crkve Rue d'Anjou, a 1815. godine tijelo joj je ekshumirano i prebačeno u kriptu Bazilike sv. Denisa.